# Horní Alsasko
Horní Alsasko (jižní Alsasko) byl stát (lankrabství) Svaté říše římské (celý název zněl německy Landgrafschaft Oberelsass – Lankrabství Horní Alsasko) od 12. do roku 1648. Po téměř celou dobu existence bylo v držení rodu Habsburků, a to již od roku 1186, kdy ho s titulem „vévody alsaského“ (elisatiae dux) získal Albrecht III. Habsburský od císaře Fridricha Barbarossy. 
V 15. století bylo Horní Alsasko odkoupeno burgundským vévodou Karlem Smělým a připojeno k soustátí burgundských vévodů z dynastie Valois. Po ukončení třicetileté války bylo v rámci vyjednávání věnováno Francii, která z něj učinila svou provincii a tím lankrabství jako takové skončilo.

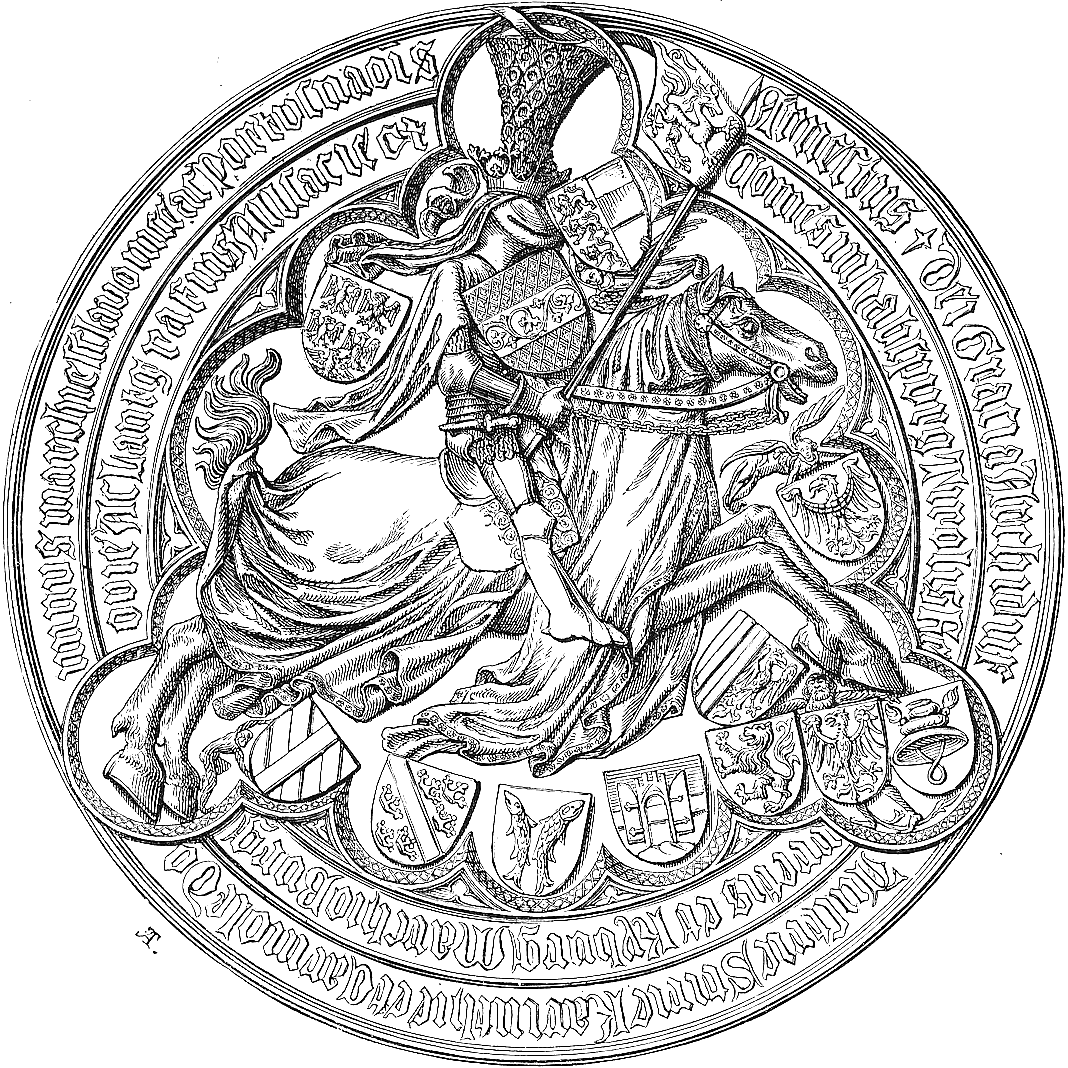
Pečeť rakouského vévody Arnošta s erby habsburských zemí